# 제31회 서울독립영화제
제31회 서울독립영화제는 2005년 12월 9일에 열린 시상식이다.

## 수상 및 후보

### 대상
- 안녕, 사요나라 - 김태일, 카토 쿠미코 수상

### KT&G상상마당상
- 십우도 2.견적 - 이지상 수상
- 좋은 배우 - 신연식 수상

### 네이버상
- 낙원 - 김종관 수상

### 코닥상
- 산책 - 최지영 수상

### 독불장군상
- 얼굴 없는 것들 - 김경묵 수상

### 관객상
- 바라만 본다 - 양익준 수상

### YES24상
- 뇌절개술 - 김선 수상
- 안녕, 사요나라 - 김태일, 카토 쿠미코 수상
- 십우도 2.견적 - 이지상 수상
- 택시 블루스 - 최하동하 수상

### 심사위원특별언급
- 크레인, 제4도크 - 이유림 수상
- 낯선 봄 - 박성용 수상

### 영진위 영문자막 프린트지원
- 공항가는 길 - 배성근 수상
- 온실 - 김아론 수상
- 외박 - 이종윤 수상

### 경쟁부문
- 가리베가스 - 김선민
- 복수의 길 - 이태겸
- 서툰 외면 - 김용완
- 자매는 모두 떠났는가? - 최숭기
- 엘 알라메인 - 김삼력
- 처용의 다도 - 정용주
- 그 유명한 작가 배토벤씨와 그의 가정부 - 곽인호
- 괜찮아! - 김영재
- 오늘 저녁엔 - 김상아
- 조선간장 - 이해원
- 참신한 그이 모습 - 유승조
- 노웨어 - 신지혜
- 갑각류를 요리하는 빨간 조리법 - 임은희
- 사라짐의 양식 - 김기훈
- 아메리칸 드림 - 백승훈
- 내추럴 보이즈 - 백윤석
- 오후 - 류형기
- 고백 - 도내리
- 220초간의 상호작용 - 박준홍
- 플라스틱 로봇 - 이요섭
- 몰랐던 것들 - 김재식
- 미확인 미행물체 - 백의정
- 해피 버스데이 - 홍준겸
- 슬로브핫의 딸들 - 문정현
- 원폭 60년, 그리고... - 김환태
- 풀장 속의 원숭이들 - 노재승
- 아빠가 필요해 - 장형윤
- 양성평등 - 조주상
- 마네킹 - 황선숙
- 로스트 앤 파운드 - 신영재
- 허스토리 - 김영진 외 3인
- 체임버 - 유석현
- 형이상학적 나비 효과의 예술적 표현 - 박기완
- 환 - 주재형, 송승민
- 바보는 피곤해지지 않는다 - 서해영
- 에로틱 번뇌보이 - 최진성
- 후용리 공연예술단 노뜰 - 오영필, 박선욱

### 특별전
- 헬프리스 - 아오야마 신지
- 와일드 라이프 - 아오야마 신지
- 차가운 피 - 아오야마 신지
- 유레카 - 아오야마 신지
- 달의 사막 - 아오야마 신지
- 디지털 삼인삼색처마 밑의 부랑아처럼 - 아오야마 신지
- 엘리 엘리 라마 사박다니 - 아오야마 신지